# 은행경비연대
은행경비연대(Bank Security Solidarity)는 대한민국의 독립연대단체이다. 2017년 7월 '은행경비원들의 처우개선'을 목표로 창립되었다.

## 개요
은행경비연대는 2017년 한 시중은행경비원이 준비하여 창립된 독립연대단체이다. 은행경비원들은 저임금에 시달리며 직원들의 갑질과 더불어 고객들의 갑질 채용사 용역회사의 갑질속에서 버티며 근무를 하고 있다. 근무 환경을 비롯하여 은행경비 전반적으로 복지가 부족한 실정이다.
이러한 부분들을 개선하고자 은행경비연대가 2017년 7월 은행경비원들을 모집하면서 설립된 단체이다. 전국에 지부를 두고 있으며 서인경권역 지부(서울 인천 경기) 강원도지부 충청도지부 경상도지부 전라도지부 제주도지부를 운영 예정이나 운영 중이다.

## 활동
처우개선을 목표로 활동하며 변호사 언론사 노무사 등을 섭외하여 단체의 운영 방향과 법에 대한 해석 및 변론을 도와주며 실행하고 있다.

## 자문 기관
법무법인 변호사 2명, 언론사 기자, 노무사 1명 및 노동단체 및 기관으로 구성되어 있다.

## 언론 보도
- 3중 갑질, 툭하면 해고... 은행 경비원 '냉가슴' - 한국일보